# Флоријан Гантенбајн
 Флоријан Гантенбајн (Florian Gantenbein) је био швајцарски путујући фотограф-дагеротипист. Радио је у Србији током седме и осме деценије XIX века.
У огласима у листу Видовдан, 1865, нагласио је да је „фотографски живописац и академијски вештак из Швајцарске“. Према белешки на једној фотографији (Катарина Радојчић и Љубица Павловић, 1861), Гантенбајн је први у Србији отворио сталан фотографски атеље, у Београду, „преко од Зелена Венца“; доцније, пред крај шездесетих година (око 1869) радио је „код Саборне цркве“. Међу првима у српској фотографији увео је стандардни формат посетнице. Судећи по подацима на полеђинама његових фотографија, изгледа да је кратко време радио и у Новом Саду (1863). 

## Одлике рада и дела
Претежно је снимао портрете у целој фигури, или допојасно, у атељеу опремљеном осликаним позадинама, мобилијаром и драперијама, што је типично за фотографска атељеа седме и осме деценије XIX века. На његовим фотографијама срећу се многе знамените личности српске културе и историје XIX века: Ђорђе Симић (1860); Велимир Теодоровић (задужбинар, ванбрачни син кнеза Михаила) (1865); Ђорђе Малетић (око 1867); Јосиф Панчић (1869) и други.

## Сакупљање, проучавања и представљање дела
У музејима (Музеј града Београда, Музеј позоришне уметности Србије, и др) и код приватних сакупљача до сад је регистровано око 50 Гантенбајнових дела, фотографија величине посетнице. Његов рад и дела нису темељније проучени, али се његово име среће у свим до сада објављеним, а релевантним, прегледима историје српске фотографије 19. века. Дела су уврштена у студијску изложбу „Фотографија код Срба 1839-1989" (Београд, Галерија САНУ, 1991).